# Спутник (вирофаг)
Спу́тник (англ. Mimivirus-dependent virus Sputnik, ранее Sputnik virophage) — вирофаг (субвирусный агент), который способен заражать клетки (амёб) исключительно в присутствии вируса-хозяина, которым может быть мамавирус или другой мимивирус. Спутник также зависит от вируса-хозяина из-за отсутствия некоторых ферментов, ключевых для осуществления его жизненного цикла.
Вирофаг Спутник был открыт в 2008 году в клетках Acanthamoeba polyphaga, заражённых мимивирусом. Оказалось, что новый инфекционный агент может размножаться в клетках только в присутствии мимивируса.

## Структура
В 2009 году с применением методов криоэлектронной микроскопии была разработана первая реконструкция трёхмерной структуры вирофага Спутника. Его частицы содержат икосаэдрический капсид, достигающий около 740 ангстрем (Å) в диаметре. Наиболее многочисленный белок в частице Спутника — главный белок капсида (англ. major capsid protein, MCP), который формирует гексагональную решётку на поверхности частицы. Капсомеры образуются при объединении тримеров MCP в псевдогексамерные и пентамерные структурные единицы, которые формируют наружную капсидную оболочку вириона. Толщина капсида составляет 75 Å, как и расстояние между соседними капсомерами (также 75 Å). Судя по всему, поверхность частицы покрыта выступами размером 55 Å, содержащими треугольную головку; выступы располагаются в центре каждой псевдогексамерной единицы. Хотя функция этих выступов неизвестна, высказываются предположения, что они участвуют в распознавании и прикреплении Спутника к гигантским вирусам, что позволяет вирофагу попасть в клетку-хозяина.
Пентармерные единицы, располагающиеся в вершинах капсида, не имеют выступов, но имеют полости в центре. Возможно, эти полости участвуют во входе или выходе ДНК.
Под капсидом в вирионе Спутника находится липидный бислой, причём липиды составляют от 12 до 24 % массы частицы, а главным липидным компонентом вириона является фосфатидилсерин. Липидная мембрана окружает ДНК Спутника, повышая её плотность, поэтому плотность ДНК в частице Спутника сопоставима с таковой у вирусов с гораздо бо́льшими геномами.

## Жизненный цикл
Как правило, хозяином вирофага Спутника является мамавирус, поражающий амёб. Однако Спутник может успешно коинфицировать амёбу Acanthamoeba castellani и вместе с мимивирусом. Циклы развития Спутника с мама- и мимивирусом в качестве вируса-хозяина схожи, однако мимивирус является менее предпочтительным хозяином. Спутник проявляет специфичность в отношении вируса-хозяина, то есть его хозяевами могут быть только мамавирус, мимивирус и подобные ему вирусы, а другие гигантские вирусы, также поражающие амёб, — не могут.
Спутник нередко обнаруживали связанным с поверхностными фибриллами мамавируса, и была предложена гипотеза, что Спутник попадает вместе с мамавирусом в одну и ту же эндоцитозную вакуоль амёбы. Экспериментальные данные свидетельствуют в пользу того, что такой же механизм (совместный эндоцитоз) работает и при заражении амёбы мимивирусом и Спутником.
Механизм, обеспечивающий проникновение генома Спутника в цитоплазму амёбы, ещё не описан, но, вероятно, он зависит от доставки генома мимивируса в цитоплазму. Когда мимивирус находится в эндосоме, то он выпускает свой геном в цитоплазму через туннель, который образуется при слиянии мембраны эндосомы и внутренней вирусной мембраны. По данным электронной микроскопии, после выхода в цитоплазму геном мимивируса окружён мембраной, предположительно образовавшейся из внутренней вирусной мембраны. Эта частица носит название вирусного кора, или вирусной фабрики.
Дочерние вирионы Спутника начинают отделяться от одного полюса вирусной фабрики мимивируса до начала отделения вирионов мимивируса. Однополярность сборки вирионов Спутника может объясняться наличием различных зон упаковки вирионов в вирусной фабрике. До выхода из клетки вирионы Спутника могут находиться в цитоплазме в свободном состоянии или накапливаться в вакуолях.
Спутник повышает выживаемость амёб при мамавирусной инфекции. Через 24 часа после введения только мамавируса лизируется около 92 % клеток в культуре амёб, а после введения мамавируса и Спутника — только 79 %.

## Геном и протеом
Геном Спутника представляет собой кольцевую двуцепочечную ДНК, содержащую 18 343 пары оснований. Предсказано существование 21 белоккодирующего гена, их продукты имеют размер от 88 до 779 аминокислотных остатков. Доминирующими старт- и стоп-кодонами у Спутника служат AUG и UAA соответственно. В целом геном этого вирофага имеет организацию, сходную с организацией других вирусных геномов: открытые рамки считывания располагаются очень плотно, иногда между ними имеются небольшие перекрывания. Большая часть белоккодирующих генов Спутника (17 генов) находится на цепи положительной полярности. Низкий GC-состав (27 %) сближает геном Спутника с геномами мамавируса и мимивируса. Кроме того, у него имеет место предпочтение AT-содержащих кодонов.
Геном Спутника не кодирует собственной ДНК-зависимой РНК-полимеразы, поэтому он может использовать для транскрипции РНК-полимеразу мимивируса. Эта возможность подкрепляется наличием в его геноме уникальной для мимивируса шпильки, выполняющей роль сигнала полиаденилирования, а также позднего мимивирусного промотора.
Наиболее многочисленным белком в частицах Спутника является главный капсидный белок. Были описаны ещё два белка, предположительно, выполняющие роль малых капсидных белков, которые N-ацетилированы по N-концу (эта модификация характерна для белков эукариот). Вирусные частицы Спутника содержат РНК всех генов, кроме РНК транспозазы, однако она всё-таки синтезируется в другой стадии инфекции.

## Экология
Наличие последовательностей, родственных Спутнику, было показано в метагеномах, собранных из самых разнообразных сред обитания: морских и пресных вод, почвы, сточных вод и экстремальных местообитаний. Наибольшее количество таких последовательностей было обнаружено в озере Гатун — крупном искусственном водоёме, созданном в Республике Панама в начале XX века. В нём были обнаружены последовательности, очень точно соответствующие 7 генам Спутника. Кроме того, в нём были обнаружены разнообразные последовательности, близкие к генам мимивируса, так что и вирофаг, и его хозяин широко представлены в этом местообитании.

## Систематика
Сателлиты — это субвирусные агенты, размножение которых зависит от другого вируса. Поскольку для прохождения жизненного цикла вирофага Спутника необходим вирус-хозяин (мамавирус или мимивирус), то его можно считать сателлитом. Международный комитет по таксономии вирусов (ICTV) по данным на 2015 год выделяет Спутник в род Sputnikvirus, который вместе с другим вирофагом, чей геном представлен двуцепочечной ДНК, — род Mavirus — выделяется в семейство Lavidaviridae.

### Другие вирофаги
В марте 2011 года были описаны два других вирофага: Cafeteriavirus-dependent mavirus (более известный как Mavirus virophage), использующий в качестве хозяина Cafeteria roenbergensis virus, а также вирофаг Organic Lake (OVL), который обитает в солёном озере Organic Lake в Антарктиде, а его хозяевами выступают вирусы, инфицирующие водоросли. В 2014 году был описан вирофаг Замилон (Mimivirus-dependent virus Zamilon, ранее Zamilon virophage), поражающий вирусы семейства Mimiviridae. Вирусы-хозяева всех известных к настоящему моменту вирофагов относятся к группе крупных ядерно-цитоплазматических ДНК-содержащих вирусов. Описанные к настоящему моменту вирофаги имеют ряд гомологичных генов: семейство предполагаемых АТФ-аз, упаковывающих ДНК (FtsK-HerA), семейство предполагаемых ДНК-хеликаз/праймаз (HEL/PRIM), предполагаемая цистеиновая протеаза (PRSC), предполагаемый MPC и предполагаемый малый капсидный белок (mCP).